# De Witt Township (Iowa)
Die De Witt Township ist eine von 18 Townships im Clinton County im Osten des US-amerikanischen Bundesstaates Iowa.

## Geografie
Die De Witt Township liegt im Osten von Iowa am nördlichen Ufer des Wapsipinicon River, einem rechten Nebenfluss des rund 20 km östlich gelegenen Mississippi, der die Grenze zu Illinois bildet. Die Grenze zu Wisconsin befindet sich rund 80 km nördlich.
Die De Witt Township liegt auf 41°49′25″ nördlicher Breite und 90°31′33″ westlicher Länge und erstreckt sich über 141,1 km².
Die De Witt Township liegt im Süden des Clinton County und grenzt im Süden an das Scott County. Innerhalb des Clinton County grenzt die De Witt Township im Westen an die Orange Township, im Nordwesten an die Welton Township, im Nordosten an die Washington Township und die Center Township sowie im Osten an die Eden Township.

## Verkehr
In der De Witt Township kreuzt der in Nord-Süd-Richtung verlaufende und im südlichen Abschnitt zum Freeway ausgebaute U.S. Highway 61 den west-östlich verlaufenden U.S. Highway 30. Alle weiteren Straßen sind County Roads sowie weiter untergeordnete und zum Teil unbefestigte Fahrwege.
Durch die De Witt Township führt eine in West-Ost-Richtung verlaufende Eisenbahnlinie der Union Pacific Railroad.
Der nächstgelegene Flugplatz ist der rund 15 km östlich der Township gelegene Clinton Municipal Airport; der nächstgelegene größere Flughafen ist der rund 45 km südlich gelegene Quad City International Airport.

## Bevölkerung
Bei der Volkszählung im Jahr 2010 hatte die Township 6658 Einwohner. Neben Streubesiedlung existiert in der De Witt Township mit der Stadt DeWitt nur eine selbstständige Kommune.